# Tecos de la Universidad Autónoma de Guadalajara
Tecos de la Universidad Autónoma de Guadalajara ist ein mexikanisches Radsportteam.
Tecos besaß 2006 bis 2009 eine UCI-Lizenz als Continental Team und nahm hauptsächlich an Rennen der UCI America Tour teil. Manager war Juan Manuel Navarro, der von den Sportlichen Leitern Fausto Esparza und Francisca Rivera unterstützt wurde. Die Mannschaft wurde mit Fahrrädern der Marke Trek ausgestattet.

## Saison 2009

### Erfolge in der America Tour
| Datum          | Rennen                                     | Kat. | Fahrer                |
| -------------- | ------------------------------------------ | ---- | --------------------- |
| 7. März        | 7. Etappe Vuelta Mexico                    | 2.2  | Florencio Ramos       |
| 14. Mai        | 2. Etappe Doble Sucre Potosí Gran Premio   | 2.2  | Gregorio Ladino       |
| 16. Mai        | 4. Etappe Doble Sucre Potosí Gran Premio   | 2.2  | Bernardo Colex junior |
| 17. Mai        | 5. Etappe Doble Sucre Potosí Gran Premio   | 2.2  | Gregorio Ladino       |
| 31. Juli       | Mexikanische Meisterschaft – Straßenrennen | CN   | Florencio Ramos       |
| 4. Oktober     | Prolog Vuelta a Chihuahua                  | 2.1  | Michael Rasmussen     |
| 4. November    | 4. Etappe Vuelta a Bolivia                 | 2.2  | Juan Cotumba          |
| 7. November    | 7a. Etappe Vuelta a Bolivia                | 2.2  | Gregorio Ladino       |
| 1.–8. November | Gesamtwertung Vuelta a Bolivia             | 2.2  | Gregorio Ladino       |
| 27. November   | 5. Etappe Vuelta Ciclista Chiapas          | 2.2  | Bernardo Colex junior |

### Zugänge – Abgänge
| Zugänge                       | Team 2008                  | Abgänge              | Team 2009           |
| ----------------------------- | -------------------------- | -------------------- | ------------------- |
| Ignacio Sarabia               | Extremadura-Grupo Gallardo | Carlos Oyarzun       | Supermercados Froiz |
| Antonio Aldape                | Canel’s Turbo Mayordomo    | Fausto Esparza       | Karriereende        |
| John Fredy Parra              | Toshiba-AEG                | Luis Francisco Ortiz | Unbekannt           |
| Jesús Zarate                  | Tecos (2007)               | Héctor Zamarrón      | Unbekannt           |
| Juan Cotumba                  | Neoprofi                   | Ricardo Samuel Tapia | Unbekannt           |
| Antonio de Jesús García       | Neoprofi                   | Diego Yépez          | Unbekannt           |
| Michael Rasmussen (ab 29.08.) | Rabobank (2007)            |                      |                     |

### Mannschaft
| Name                    | Geburtstag        | Nationalität | Team 2010                        |
| ----------------------- | ----------------- | ------------ | -------------------------------- |
| Antonio Aldape          | 20. November 1978 | Mexiko       |                                  |
| Omar Cervantes          | 18. Januar 1985   | Mexiko       |                                  |
| Bernardo Colex junior   | 3. Juli 1983      | Mexiko       | Amore & Vita-Conad               |
| Juan Cotumba            | 21. Januar 1980   | Bolivien     |                                  |
| Antonio de Jesús García | 3. Dezember 1987  | Mexiko       |                                  |
| Luis Alfredo Gutiérrez  | 9. Oktober 1981   | Mexiko       |                                  |
| Gregorio Ladino         | 18. Januar 1973   | Kolumbien    | Boyacá Orgullo de America        |
| Arquímedes Lam          | 2. September 1978 | Mexiko       |                                  |
| Luis Macías             | 14. Mai 1982      | Mexiko       | Rock Racing                      |
| Juan Magallanes         | 6. Februar 1982   | Mexiko       | Rock Racing                      |
| Francisco Matamoros     | 4. September 1980 | Mexiko       | Arenas Alubike                   |
| John Fredy Parra        | 9. November 1974  | Kolumbien    | Ind Ant-Idea-Fla-Lot De Medellín |
| Florencio Ramos         | 24. November 1977 | Mexiko       | Chiapas Tequila Afamado          |
| Michael Rasmussen       | 1. Juni 1974      | Dänemark     | Miche                            |
| Ignacio Sarabia         | 15. Juli 1983     | Mexiko       | Rock Racing                      |
| Elliott Vázquez         | 29. Oktober 1989  | Mexiko       |                                  |
| Jesús Zarate            | 5. September 1974 | Mexiko       | Arenas Alubike                   |

## Platzierungen in UCI-Ranglisten
UCI America Tour
| Saison | Mannschaftswertung | Fahrerwertung               |
| ------ | ------------------ | --------------------------- |
| 2006   | 2.                 | Gregorio Ladino (2.)        |
| 2007   | 3.                 | Juan Pablo Magallanes (15.) |
| 2008   | 3.                 | Gil Cordovés (7.)           |
| 2009   | 2.                 | Gregorio Ladino (1.)        |